# هیلتون، استرالیا غربی
هیلتون (به انگلیسی: Hilton) یک حومه شهر در استرالیا است که در شهر فرمانتل واقع شده‌است.